# 雲旅
雲旅（くもたび）は、第7代OPBF東洋太平洋女子ミニマム級王者である「葉月さな」の世界戦挑戦までの数年間を追った下本地崇監督による日本映画。2022年8月20日公開。

## ストーリー
複雑な家庭環境から弟2人と共に児童養護施設で育った葉月さな。17歳で長男を出産、シングルマザーとして奮闘する日々、そして弟の死をきっかけに30歳という年齢でプロボクサーの道へと進む。忘れていたいこと、忘れられないこと、答えを探す日々は運動経験がなかった葉月を過酷なリングに立たせ続けた。弟が生きた証明、息子へみせる背中、目標は世界。ボクシングを心の杖にして歩み続ける葉月の姿を描く。